# Claude Parisot

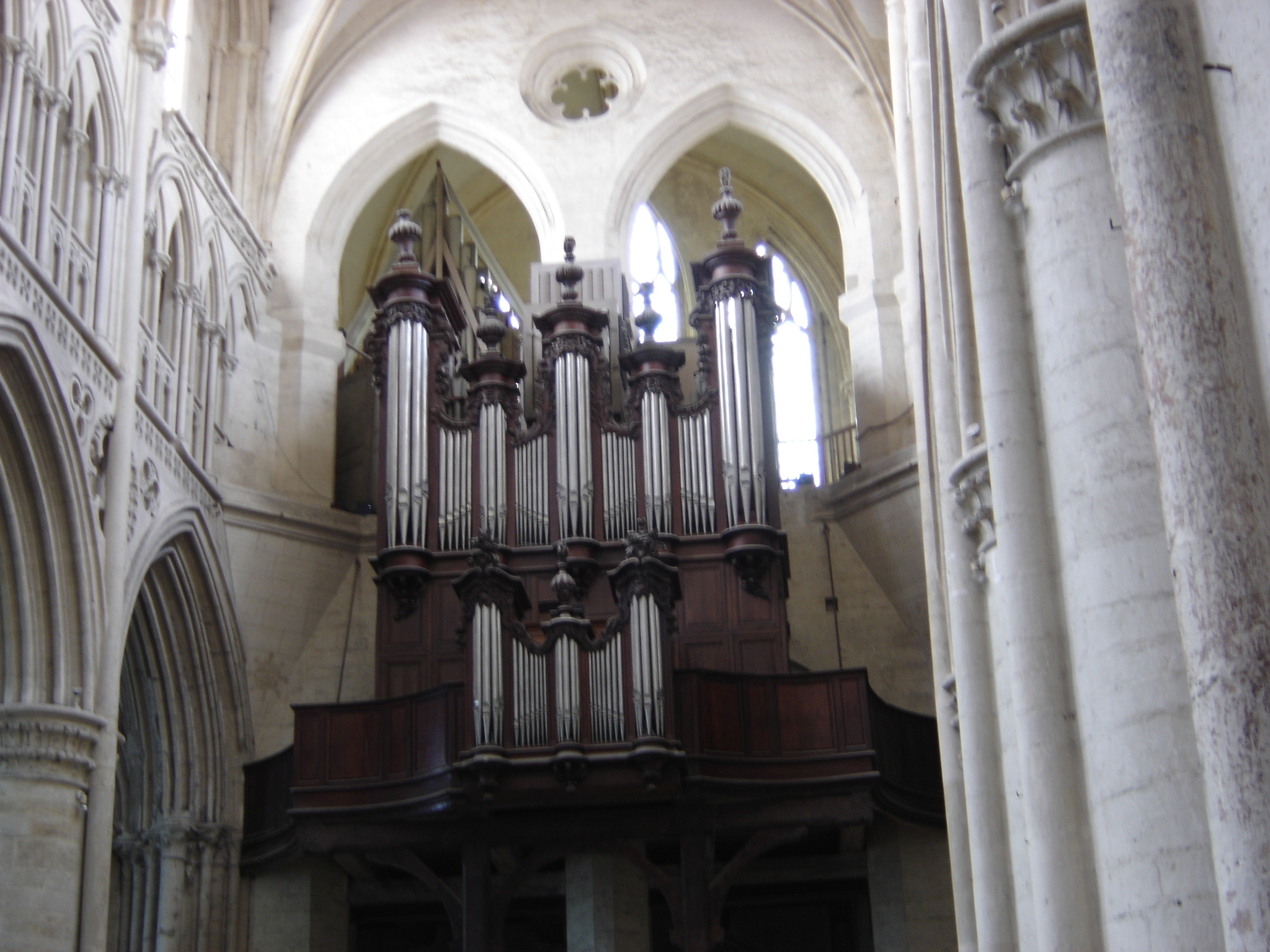
Die Parisot-Orgel der Kathedrale von Sées

Claude Parisot (* 1704 in Étain; † 3. März 1784 ebenda) war ein französischer Orgelbauer. Er war Spross einer Familie von Orgelbauern aus Étain im Département Meuse in der Region Lothringen in Frankreich.

## Leben
Parisot lernte zunächst bei dem lothringischen Orgelbauer Christophe Moucherel und 1727 in Paris bei Louis-Alexandre Cliqout und Jean-Baptiste Clicquot. Ab 1735 baute Parisot zahlreiche Orgeln im Norden und Nordosten Frankreichs.
Sein Neffe Henri Parisot folgte ihm als Erneuerer und Erbauer zahlreicher Orgeln in der Normandie und in Maine.

## Werke
- Prämonstratenserabtei in Mondaye (bei Bayeux)
- Kirche Notre-Dame de Guibray in Falaise
- Prämonstratenserabtei Séry-aux-Prés in Bouttencourt (bei Abbeville)
- Kirche Saint-Georges und Kirche Saint-Sépulcre in Abbeville
- Kirche Saint-Rémy in Dieppe
- Kathedrale Notre-Dame in Sées
- Abtei Ardenne in Caen
- Dominikanerkonvent in Caen
- Abtei Saint-André-en-Gouffern (bei Falaise)

| Personendaten    | Personendaten            |
| ---------------- | ------------------------ |
| NAME             | Parisot, Claude          |
| KURZBESCHREIBUNG | französischer Orgelbauer |
| GEBURTSDATUM     | 1704                     |
| GEBURTSORT       | Étain                    |
| STERBEDATUM      | 3. März 1784             |
| STERBEORT        | Étain                    |